# Aguinaldo (Venezuela)
El aguinaldo es un género de música folklórica en Venezuela
, característico de las fiestas propias del mes de diciembre en Venezuela. En general está íntimamente asociado con la celebración de la Navidad. También se denomina aguinaldo a un regalo que se pide o se da en época de Navidad, muchas veces se confunde con villancicos, que también es la música propia de la Navidad.

## Origen
Musicalmente es una evolución del villancico europeo y, como este, puede cantarse con o sin acompañamiento instrumental. Las letras son versos generalmente hexasílabos, tradicionales, compuestos y hasta improvisados en algunas ocasiones. Entre los instrumentos musicales normalmente utilizados para acompañar a los aguinaldos está el violín, el cuatro, el clarinete, el bandolín, el furro o furruco, los tambores, las maracas y la guitarra. Según su temática, los aguinaldos pueden dividirse en aguinaldos de parranda y aguinaldos religiosos, siendo la diferencia que el primero puede no referirse a temas religiosos aunque se cante en el contexto de las fiestas. Otras definiciones los clasifican como de Adviento y de contemplación, y según la región geográfica también se han clasificado como oriental, guayanés y barinés entre otros.

## Tradición cultural
En zonas principalmente rurales, los aguinaldos aún lo cantan grupos que van por la calle o de casa en casa para celebrar frente a los pesebres y los arbolitos navideños. Según el cronista Venezolano Luis Urbaneja Alchelpohl quien describe esta tradición en uno de sus escritos de esta manera: «Se apiñaban a los pies del pesebre en espera de una comparsa de aguinalderos que de puerta en puerta iban saludando los retablos con sus aguinaldos, simples y añejos.» en algunos lugares del país acompañan los cantos con velas decoradas en las manos, además de que se tiene la tradición de que cuando se escuche el primer aguinaldo en los comercios pondrán alcancías adornadas para recibir propinas o regales de los clientes, los aguinaldos con más ritmo se bailan y los aguinaldos religiosos no.

## Tradición religiosa
Las «Misas de Aguinaldo» son celebraciones litúrgicas propias de la novena de Navidad celebradas entre el 16 y el 24 de diciembre, como característica propia de la Iglesia Venezolana, ya que en este periodo de espera penitente no se permiten cantos alegres dentro de las celebraciones, sin embargo solamente para Venezuela la Iglesia católica ha hecho una excepción, principalmente por ser estos cantos una tradición de veneración al nacimiento de Jesucristo arraigada en los fieles desde hace muchos años.

## Aguinaldos destacados
Existen numerosos aguinaldos y algunos son utilizados como ejemplos de excepción de la música venezolana. Entre los más conocidos están: Niño Lindo, Din, Din, Din, Cantemos, Cantemos, Sublime Ideal, El Niño Jesús Llanero, El Poncho Andino, Espléndida Noche, Nació El Redentor, De Contento, Fuego Al Cañón, El Burrito Sabanero, Aguinaldo Venezolano, Casta Paloma, Corre, Caballito, Tun Tun, Tucusito, La Capilla Está Abierta, Un Feliz Año Pa' Ti, A Ti Te Cantamos, Luna Decembrina, Purísima, Alegre Cantemos,Esta bella noche y  El Ángel Gabriel.